# Servicios médicos reales de Baréin
Servicios médicos reales de Baréin (también conocido como Hospital de la Fuerza de Defensa de Baréin) es uno de los principales hospitales en el Reino de Baréin, y el único hospital en el que se proporciona atención médica gratuita exclusivamente para los no civiles en el país. Su personal está compuesto por 800 efectivos, que forman parte de la Fuerza de Defensa de Baréin.
El hospital fue inaugurado en 1968 como una unidad especial de la Guardia Nacional (actualmente Fuerza de Defensa de Baréin) que se especializa en el tratamiento de los militares. Tres décadas más tarde, después de que se abrió el hospital, grandes expansiones tuvieron lugar, como resultado de esto el centro es el segundo hospital más grande de Baréin.